# Phyllodactylus julieni
Phyllodactylus julieni är en ödleart som beskrevs av  Cope 1885. Phyllodactylus julieni ingår i släktet Phyllodactylus och familjen geckoödlor. Inga underarter finns listade i Catalogue of Life.